# Keräsjärvi
Keräsjärvi är en sjö i Finland. Den ligger i kommunen Muonio i landskapet Lappland, i den norra delen av landet, 900 km norr om huvudstaden Helsingfors. Keräsjärvi ligger 305,3 meter över havet. Omgivningarna runt Keräsjärvi är i huvudsak ett öppet busklandskap. Den är 1,69 meter djup. Arean är 1,54 kvadratkilometer och strandlinjen är 6,98 kilometer lång. Sjön  ingår i Torne älvs huvudavrinningsområde. 